# Kelu
Kelu – wieś w Estonii, w prowincji Lääne, w gminie Lihula.